# Alet-les-Bains
Alet-les-Bains är en kommun i departementet Aude i regionen Occitanien  i södra Frankrike. Kommunen ligger  i kantonen Limoux som ligger i arrondissementet Limoux. År 2022 hade Alet-les-Bains 384 invånare.

## Befolkningsutveckling
Antalet invånare i kommunen Alet-les-Bains
Referens: INSEE